# Vångavallen
Vångavallen – stadion położony w Trelleborgu, w Szwecji. Obecnie jest głównie używany do rozgrywania spotkań piłkarskich. Jest areną zmagań klubów Trelleborgs FF i IFK Trelleborg. Vångavallen mógł początkowo pomieścić 7 000 widzów, ale po przebudowie w 2000 roku, jego pojemność została zwiększona do 10 000. Rekord frekwencji miał miejsce podczas meczu Trelleborgs FF - Malmö FF i wyniósł 9 843 widzów.